# Campionati europei di tuffi 2025 - Trampolino 3 metri sincro maschile
La gara dal trampolino 3 metri sincro maschile ai campionati europei di tuffi 2025 si è svolta il 24 maggio 2025 presso la Gloria Sports Arena di Antalya. Hanno preso parte alla competizione otto squadre nazionali

## Risultati
| Pos. | Atleti                                       | Squadra       | Punti  |
| ---- | -------------------------------------------- | ------------- | ------ |
|      | Timo Barthel Moritz Wesemann                 | Germania      | 389.58 |
|      | Lorenzo Marsaglia Giovanni Tocci             | Italia        | 386.70 |
|      | Leon Baker Hugo Thomas                       | Gran Bretagna | 383.25 |
| 4    | Kirill Boliukh Stanislav Oliferchyk          | Ucraina       | 375.72 |
| 5    | Juan Pablo Cortes Zapata Max Linan Canela    | Spagna        | 358.29 |
| 6    | Kacper Lesiak Andrzej Rzeszutek              | Polonia       | 345.87 |
| 6    | Luka Martinovic Matej Nevescanin             | Croazia       | 345.87 |
| 8    | Thibaud Bucher Aurelien Jean Valentin Petoud | Svizzera      | 319.77 |